# 15 aprilie
ianuarie • februarie • martie  • aprilie  • mai  • iunie  • iulie  • august  • septembrie  • octombrie  • noiembrie  • decembrie
15 aprilie este a 105-a zi a calendarului gregorian și ziua a 106-a în anii bisecți. Mai sunt 260 de zile până la sfârșitul anului. 

## Evenimente

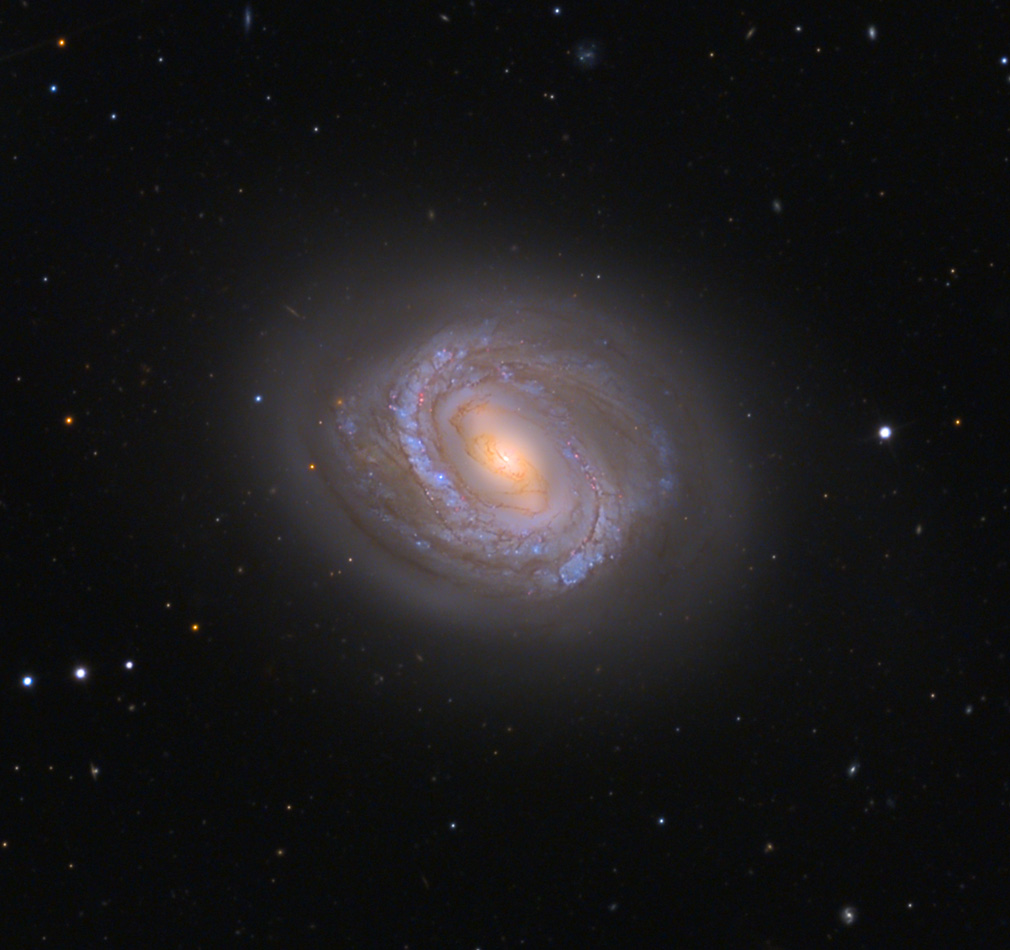
1779: Astronomul francez Charles Messier descoperă o galaxie spirală în constelația Fecioara, pe care o listează cu numărul 58 în catalogul său.

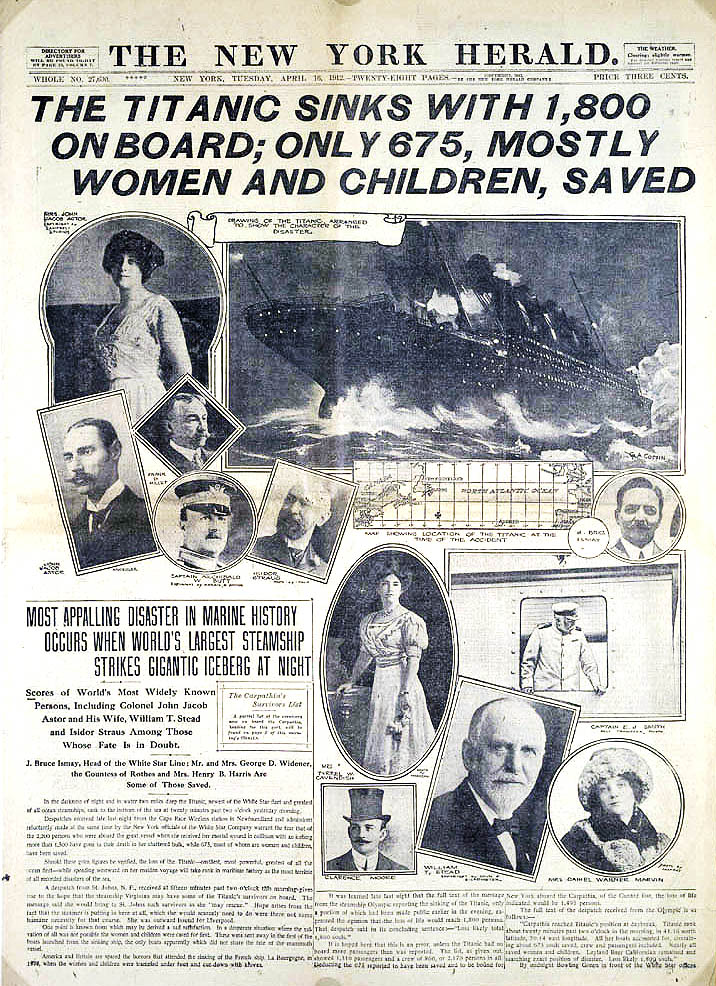
1912: Vasul britanic de pasageri Titanic se scufundă în Atlanticul de Nord la ora 2:20 a.m., la două ore și 40 de minute după coliziunea cu un iceberg. Din cei 2.227 de pasageri plus echipaj aflați la bord numai 770 vor supraviețui.

- 1450: Bătălia de la Formigny: spre sfârșitul Războiului de 100 de Ani, francezii atacă și aproape anihilează forțele engleze, punând capăt dominației engleze în nordul Franței.
- 1632: Bătălia de la Rain: Suedezii sub Gustavus Adolphus înving Sfântul Imperiu Roman în timpul Războiului de Treizeci de Ani.
- 1755: Poetul, jurnalistul și lexicograful britanic Samuel Johnson a publicat la Londra "Dicționarul limbii engleze" după nouă ani de muncă. Este încă considerat a fi unul dintre cele mai influente dicționare din istoria limbii engleze.
- 1762: Prin decret imperial, semnat de împărăteasa Maria Terezia, se înființează regimentele grănicerești românești: I la Orlat și II la Năsăud.
- 1779: Astronomul francez Charles Messier descoperă o galaxie spirală în constelația Fecioara, pe care o listează cu numărul 58 în catalogul său.[1][2] Galaxia este situată la aproximativ 68 de milioane de ani-lumină distanță de Pământ.[3]
- 1865: Președintele Abraham Lincoln moare după ce a fost împușcat în seara precedentă de actorul John Wilkes Booth. Vicepreședintele Andrew Johnson devine președinte la moartea lui Lincoln.
- 1875: Francezii Joseph Crocé-Spinelli și Théodore Sivel au murit din cauza lipsei de oxigen la o altitudine de aproximativ 8.000 de metri în timpul unui zbor cu balonul în scopul investigațiilor spectroscopice. Al treilea participant, Gaston Tissandier, a supraviețuit și a reușit să aterizeze, dar a rămas surd.
- 1896: Ceremonia de închidere a primei ediții a Jocurilor Olimpice Moderne, Atena, Grecia.
- 1912: Vasul britanic de pasageri Titanic se scufundă în Atlanticul de Nord la ora 2:20 a.m., la două ore și 40 de minute după coliziunea cu un iceberg. Din cei 2.227 de pasageri plus echipaj aflați la bord numai 770 vor supraviețui.
- 1918: Bojdeuca din Iași a lui Ion Creangă a fost declarată muzeu, devenind prima casă memorială din România.
- 1928: Dirijabilul semirigid Italia proiectat de inginerul și exploratorul italian Umberto Nobile își începe expediția către Polul Nord de la baza din Milano, Italia. Prăbușirea sa din 25 mai duce la una dintre cele mai extinse operațiuni de salvare din istoria expedițiilor către Polul Nord. La finalul operațiunilor de salvare au fost 17 morți (echipaj și salvatori).
- 1939: A avut loc Congresul de constituire a Partidului Democrat din Polonia.
- 1941: Începe greva minerilor din Valea Jiului, care îngreunează aprovizionarea armatei antonesciene și a trupelor germane aflate în țară.
- 1941: Generalul american Douglas MacArthur este numit comandant al forțelor aliate în Pacific.

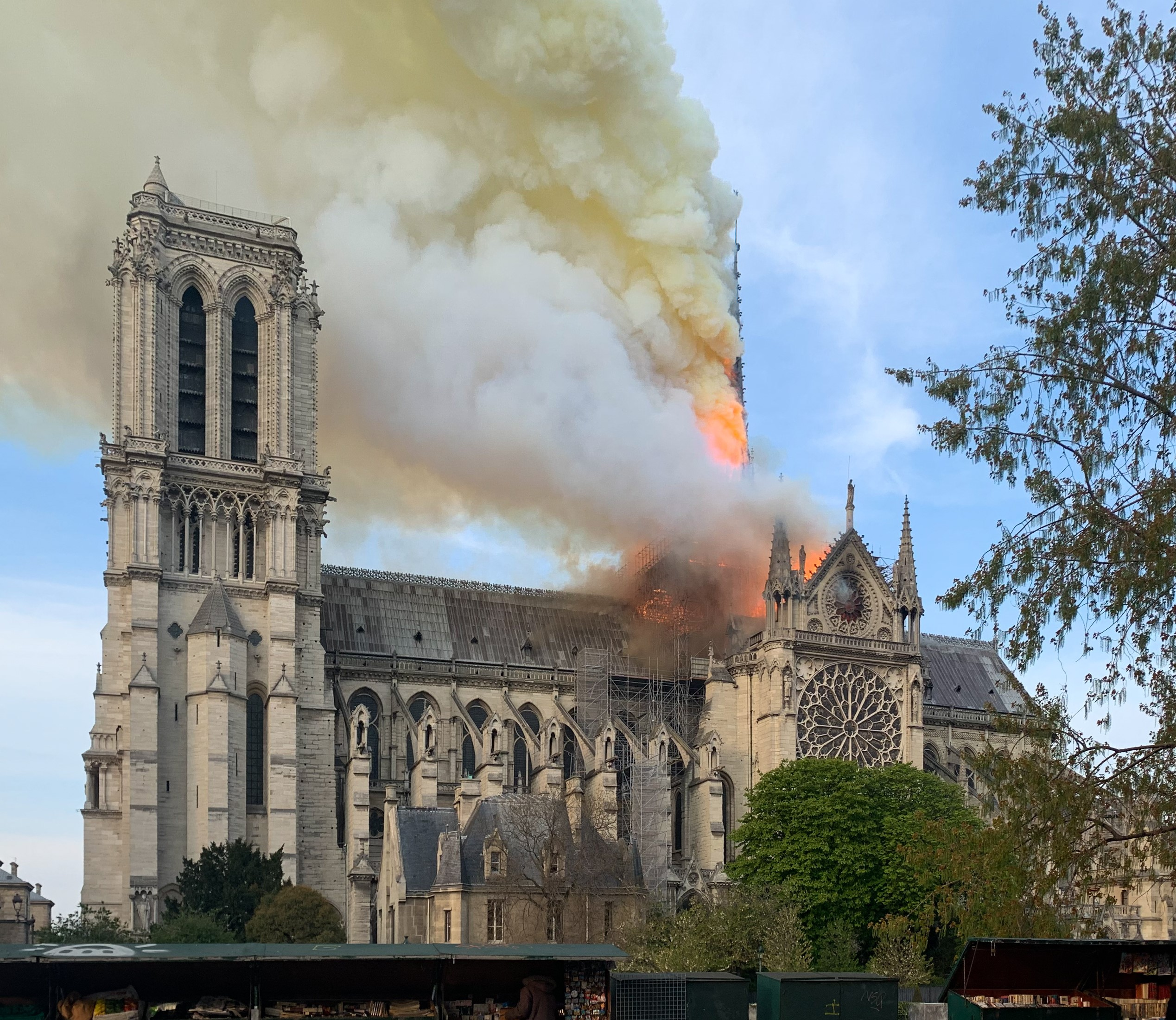
2019: Un incendiu masiv a cuprins Catedrala Notre-Dame din Paris; acoperișul și turla principală s-au prăbușit.

- 1944: Al Doilea Război Mondial: Primul bombardament de noapte al aviației britanice asupra României: 83 de bombardiere Wellington atacă Turnu-Severin.
- 1944: Al Doilea Război Mondial: Al doilea mare bombardament anglo-american asupra Bucureștiului. Universitatea e distrusă parțial.
- 1945: Al Doilea Război Mondial: Trupele britanice au eliberat deținuții din lagărul de concentrare Bergen-Belsen.
- 1947: Înființarea Filarmonicii "Banatul" din Timișoara.
- 1949: Înființarea Filarmonicii "Gheorghe Dima" din Brașov.
- 1949: Are loc premiera dramei "Bălcescu" de Camil Petrescu.
- 1957: Se încheie un acord româno-sovietic privind statutul juridic al trupelor sovietice staționate încă din 1944 pe teritoriul României.
- 1964: Plenara lărgită a CC al PCR adoptă Declarația cu privire la poziția PCR în problemele mișcării comuniste și muncitorești internaționale. Declarația condamnă pretențiile PCUS de a domina mișcarea comunistă internațională sub pretextul internaționalismului proletar. Declarația marchează începutul oficial al politicii independente a României în cadrul "lagărului comunist".
- 1971: La Porțile de Fier, este conectat la sistemul energetic național primul hidroagregat de producție românească.
- 1989: A vut loc Tragedia de pe Hillsborough, o busculadă umană pe Stadionul Hillsborough, în semifinalele FA Cup, soldată cu moartea a 96 de fani ai FC Liverpool.
- 1989: Reformistul Hu Yaobang a murit în China. Moartea sa, două zile mai târziu, a dus la primele demonstrații în Piața Tiananmen din Beijing.
- 1991: Inaugurarea oficială a activității Băncii Europene pentru Reconstrucție și Dezvoltare (BERD) (Londra).
- 1998: Guvernul condus de Radu Vasile a fost validat de către Parlamentul României.
- 2013: Două bombe au explodat lângă linia de sosire la maratonul din Boston, Massachusetts, omorând cel puțin trei persoane și rănind alte 183.
- 2019:  Un incendiu masiv a cuprins Catedrala Notre-Dame din Paris; acoperișul și turla principală s-au prăbușit.[4]

## Nașteri
- 1452: Leonardo da Vinci, pictor, sculptor, inginer și arhitect italian renascentist (d. 1519)
- 1489: Mimar Sinan, arhitect otoman (d. 1588)
- 1552: Pietro Cataldi, matematician italian (d. 1626)

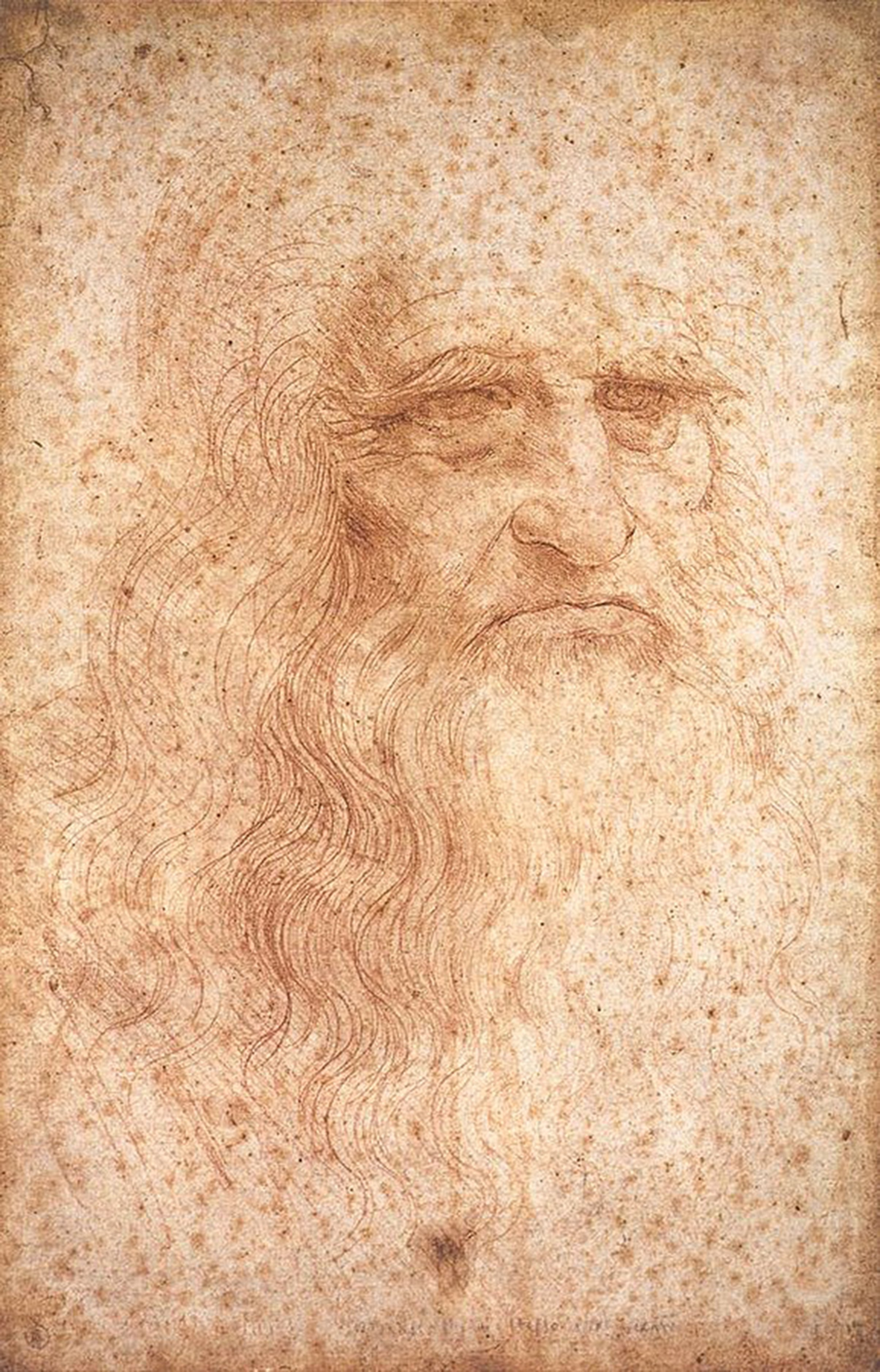
Leonardo da Vinci, pictor, sculptor, inginer și arhitect italian renascentist
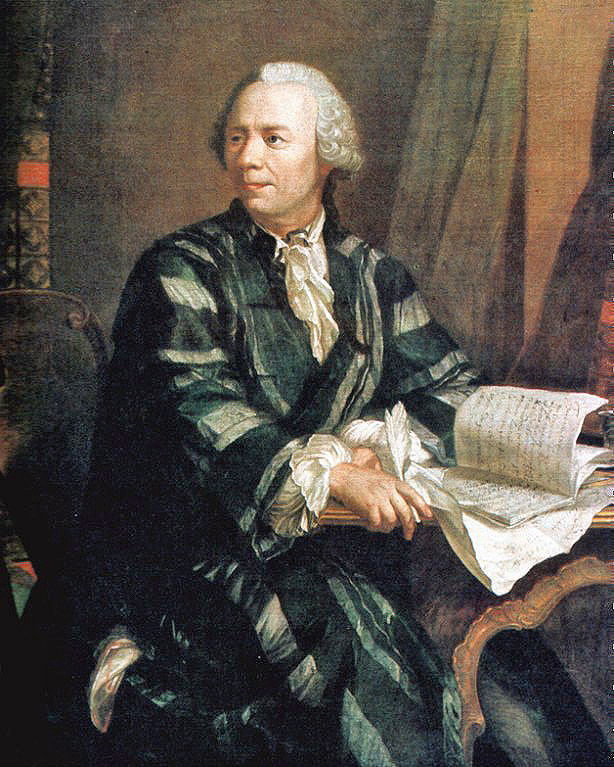
Leonhard Euler, matematician și fizician elvețian
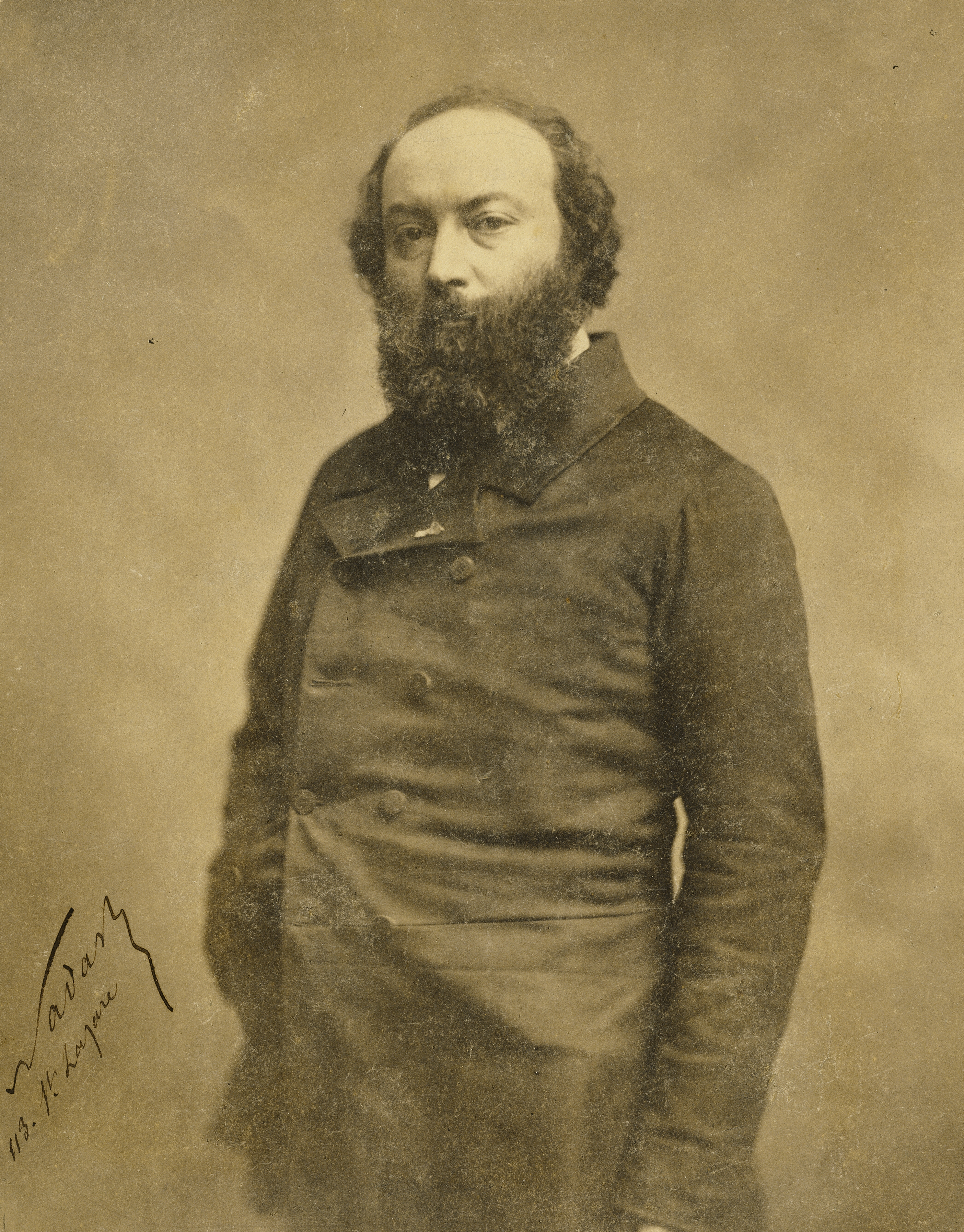
Théodore Rousseau, pictor francez

- 1642: Suleiman al II-lea, sultan al Imperiului Otoman (d. 1691)
- 1646: Christian al V-lea al Danemarcei și al Norvegiei (d. 1699)
- 1684: Ecaterina I a Rusiei (d. 1727)
- 1707: Leonhard Euler, matematician și fizician elvețian (d. 1783)
- 1812: Théodore Rousseau, pictor francez (d. 1867)
- 1821: Ioan Axente Sever, revoluționar român din Transilvania (d. 1906)
- 1843: Henry James, scriitor american (d. 1916)
- 1858: Émile Durkheim, sociolog francez (d. 1917)
- 1862: Émile-René Ménard, pictor francez (d. 1930)
- 1874: Johannes Stark, fizician german (d. 1957)
- 1874: Dominique Lang, pictor luxemburghez (d. 1919)
- 1879: Theodor Capidan, lingvist român (d. 1953)
- 1879: Aurel Angelescu, matematician român (d. 1938)
- 1881: Pierre Bodard, pictor francez (d. 1937)
- 1895: Corrado Alvaro, poet, prozator, memorialist și jurnalist italian (d. 1956)
- 1910: Miguel Najdorf, șahist, argentinian de origine poloneză (d. 1997)
- 1912: Kim Ir-sen, dictator al Coreei de Nord (d. 1994)
- 1924: Stephen Fischer-Galați, istoric american de origine română (d. 2014)
- 1927: Aurel Berinde, istoric și prozator român (d. 2004)
- 1931: Tomas Tranströmer, poet, traducător și psiholog suedez, laureat Nobel (d. 2015)

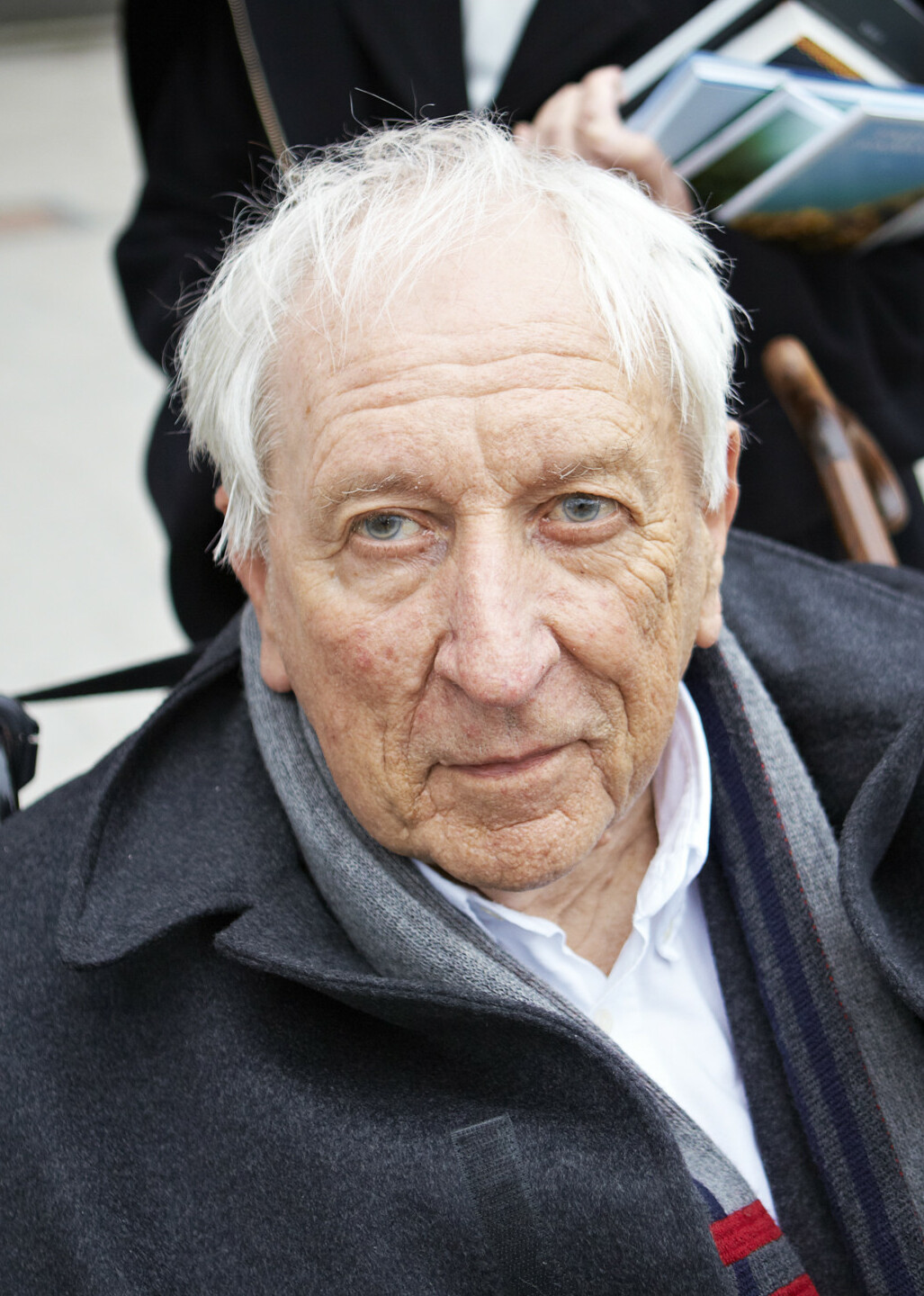
Tomas Tranströmer, poet, traducător și psiholog suedez, laureat Nobel
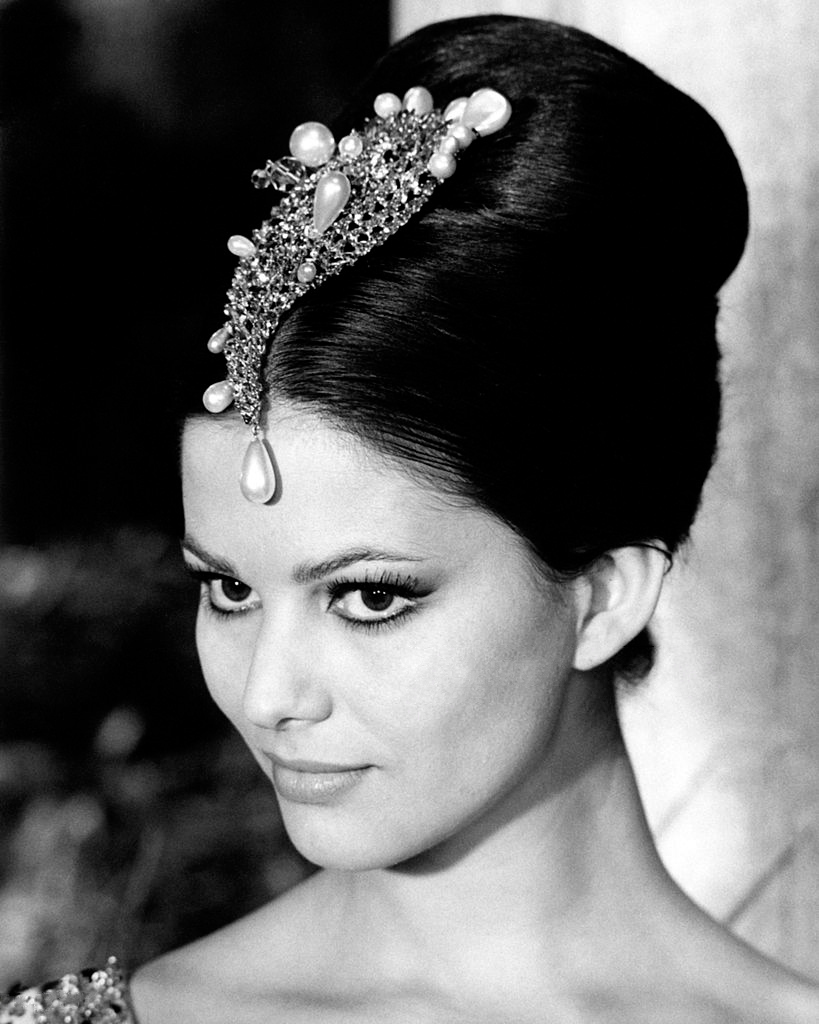
Claudia Cardinale, actriță italiană
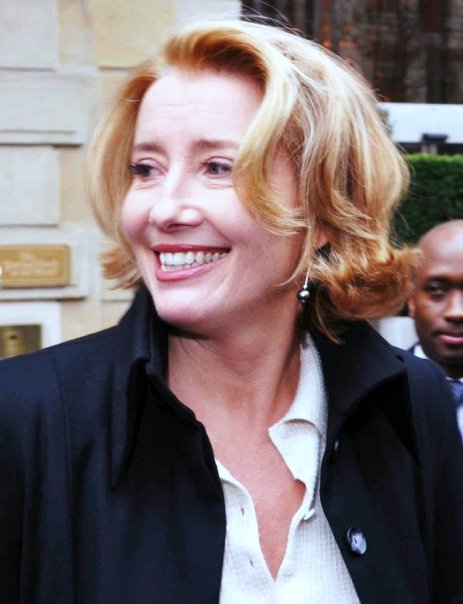
Emma Thompson, actriță engleză

- 1934: Ion Vianu, medic psihiatru și scriitor român (d. 2024)
- 1936: Petre Ivănescu, handbalist și antrenor român (d. 2022)
- 1937: Frank Vincent, actor american (d. 2017)
- 1938: Claudia Cardinale, actriță italiană
- 1942: Lucian Bolcaș, avocat și politician român (d. 2020)
- 1946: Péter Agárdi, scriitor, critic și istoric literar maghiar
- 1946: Zamfir Dumitrescu, pictor român (d. 2021)
- 1946: Corneliu Șerban Popa, artist plastic român
- 1948: Michael Kamen, muzician american (d. 2003)
- 1949: Alla Pugaciova, cântăreață rusă
- 1950: Mircea Ciobanu, pictor, sculptor și scriitor român (d. 1991)
- 1958: Abu Hamza al-Masri, șeic egiptean
- 1959: Emma Thompson, actriță engleză
- 1959: John Onoje, activist politic din Republica Moldova, refugiat din Sierra Leone
- 1960: Filip al Belgiei, monarh al Belgiei
- 1962: Talat Xhaferi, politician macedonean, prim-ministru al Macedoniei de Nord (ianuarie - iunie 2024)
- 1983: Alice Braga, actriță braziliană
- 1990: Emma Watson, actriță britanică
- 1993: Andrei Burcă, fotbalist român
- 1999: Andrei Vlad, fotbalist român

## Decese
- 1558: Roxelana, soția sultanului Soliman I (n.1506)
- 1719: Françoise de Maintenon, metresa și a doua soție a regelui Ludovic al XIV-lea al Franței (n. 1635)
- 1764: Madame de Pompadour, metresa regelui Ludovic al XV-lea al Franței (n. 1721)
- 1765: Mihail Lomonosov, savant, poet și filolog rus (n. 1711)
- 1865: Abraham Lincoln, al 16-lea președinte al Statelor Unite (n. 1809)
- 1893: Petru M. Câmpeanu, filolog (n. 1809)
- 1921: Constantin Barozzi, general geodez și cartograf (n. 1833)
- 1924: Eduard Caudella, compozitor român (n. 1841)

Abraham Lincoln, al 16-lea președinte al SUA
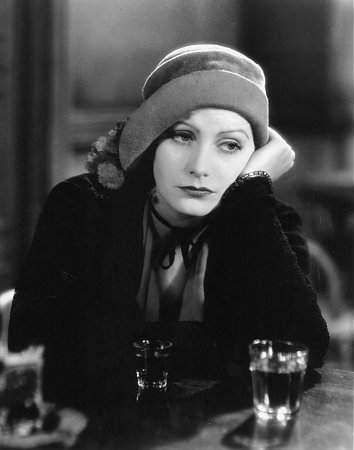
Greta Garbo, actriță suedeză
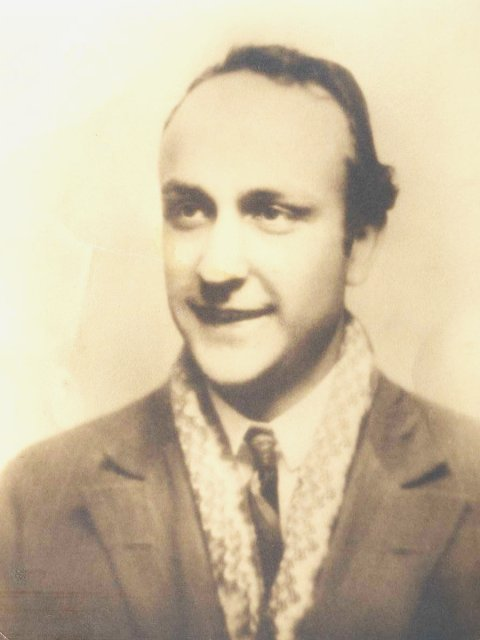
Sabba S. Ștefănescu, geofizician român

- 1928: Charles Plumet, arhitect francez (n. 1861)
- 1931: Thomas, al 2-lea Duce de Genova (n. 1854)
- 1938: Cesar Vallejo, poet peruan (n. 1892)
- 1942: Robert Musil, romancier austriac (n. 1880)
- 1944: Joseph de La Nézière, pictor francez (n. 1873)
- 1949: Wallace Beery, actor american (n. 1885)
- 1967: Nicolae Colan, episcop al Clujului și mitropolit (n. 1893)
- 1969: Victoria Eugenie de Battenberg, nepoata reginei Victoria a Marii Britanii, regină a Spaniei (n. 1887)
- 1980: Jean-Paul Sartre, scriitor francez, laureat al Premiului Nobel (refuzat) (n. 1905)
- 1986: Jean Genet, dramaturg francez (n. 1910)
- 1990: Greta Garbo, actriță suedeză (n. 1905)
- 1994: Sabba S. Ștefănescu, geofizician român (n. 1902)
- 1998: Pol Pot, dictator cambodgian (n. 1928)
- 2014: Nina Cassian, poetă eseistă și traducătoare română (n. 1924)
- 2017: Emma Morano, supercentenară italiană (n. 1899)
- 2018: Nicolae Mischie, om politic român (n. 1945)
- 2020: Brian Dennehy, actor american (n. 1938)
- 2020: Rubem Fonseca, scriitor brazilian (n. 1925)
- 2022: Henry Plumb, Baron Plumb, om politic britanic (n. 1925)

## Sărbători
- Ziua Soarelui în Coreea de Nord (The Day of the Sun)
- Danemarca: Sărbătoare națională
- Ziua mondială a artei - World Art Day. Data a fost aleasă în memoria pictorului, sculptorului, arhitectului, inventatorului și umanistului italian Leonardo da Vinci (15 apr.1452 – 2 mai 1519), considerat un simbol al liberei exprimări, un vizionar în lumea artelor. El este și autorul celebrului adagiu „În viață, frumusețea dispare. În artă, nu”. - nota ***